# Nikon D7000
La Nikon D7000 es una cámara fotográfica DSLR semiprofesional de 16.2 megapixeles con formato DX lanzada al mercado por Nikon el 15 de septiembre de 2010.
Pertenece a una nueva clase que se sitúa entre la profesional D300S y la de medio rango D90. La D7000 ofrece numerosas características típicas de las profesionales como la construcción del cuerpo de aleación de magnesio, sellada contra la humedad, medición de la exposición TTL mediante el sensor RGB de 2016 píxeles, intervalómetro incorporado, 39 puntos de enfoque, doble ranura de tarjetas SD, horizonte virtual y compatibilidad con objetivos de enfoque manual Nikon AI y AI-S. Otras características son los dos modos de usuario configurables, grabación de video full HD con audio mono (con soporte para micrófono estéreo externo) y soporte para GPS y WLAN.

## Lista de características
- Sony IMX071[5] 16,2 megapixel CMOS sensor, formato Nikon DX.
- Sistema de procesamiento de imágenes EXPEED 2.
- Vídeo de máxima definición (Full HD) (1.920 x 1.080 a 24p)
- 2 modos de usuario configurables.
- 2 modos de balance de blancos automáticos, incluyendo un modo para mantener colores cálidos.
- Pantalla LCD de alta resolución de 7,5 cm (3 pulgadas) y 920.000 puntos.
- Previsualización en pantalla.
- Disparo continuo a 6 fps.[6]
- Sensor de medición RGB de 2016 píxeles.
- Sistema de autofoco de 39 puntos de gran nitidez con nueve sensores en cruz en el centro,  incluido el modo AF de seguimiento 3D.
- Detección de caras.
- Sensibilidad ISO (100-6400) (ampliable hasta ISO 25600 de forma manual)
- Doble ranura para tarjetas SD: compatible con tarjetas SDXC.
- Cuerpo de aleación de magnesio.
- Sistema de reducción del polvo.
- Soporte para GPS.
- Formatos de archivo: JPEG, NEF (Nikon RAW, 12/14-bit y compresión sin pérdida), MOV (H.264, PCM).
- Compatibilidad con objetivos: Montura Nikkor F, AF-S, AF-I, AF-D, Nikkor Manual AI/AIS, AI-P (enfoque manual). Se recomiendan objetivos con CPU, particularmente los tipos G y D. No es compatible con objetivos para F3AF, ni objetivos IX.

Todavía es posible adquirirla en Amazon por 500 dólares.

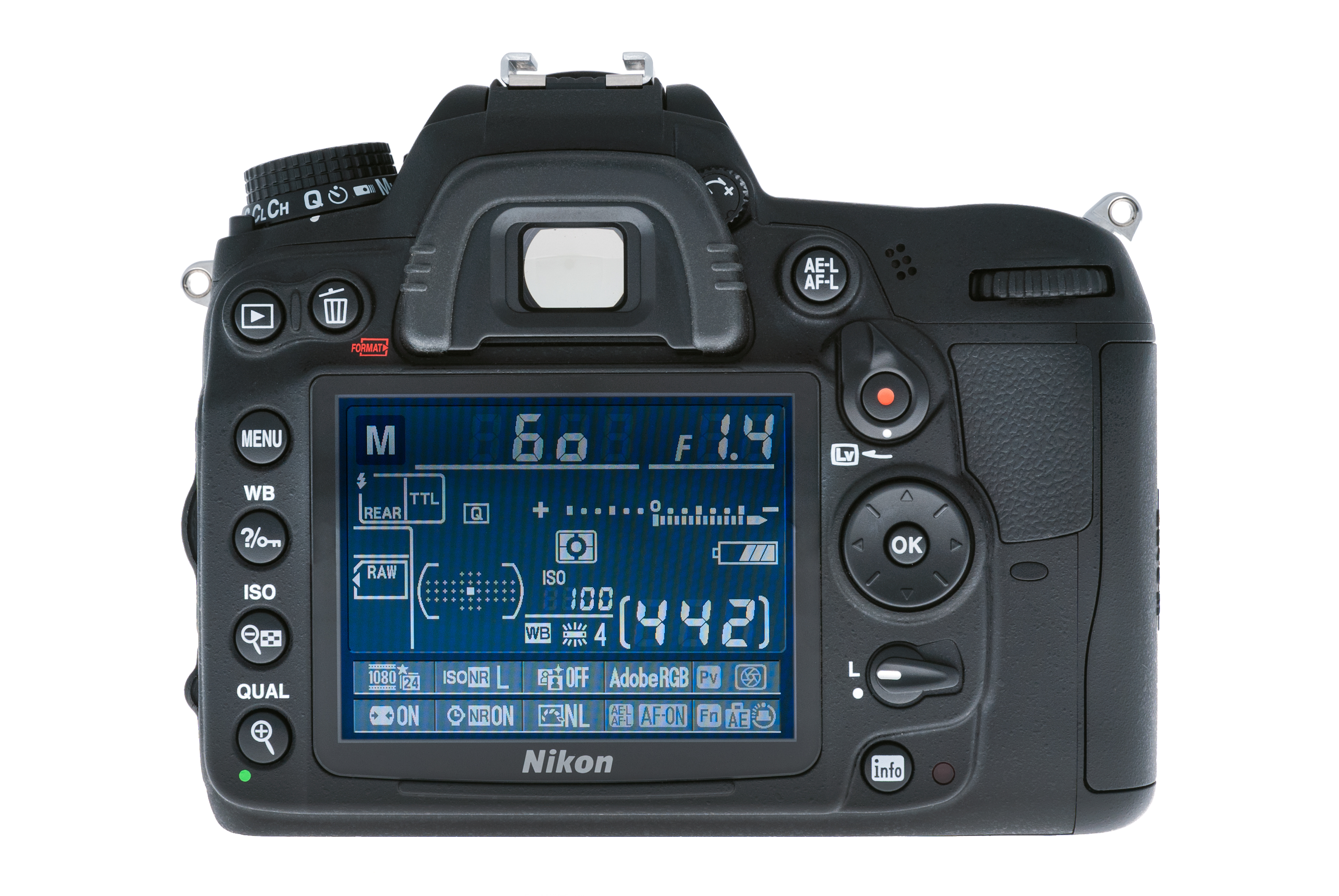
Trasera
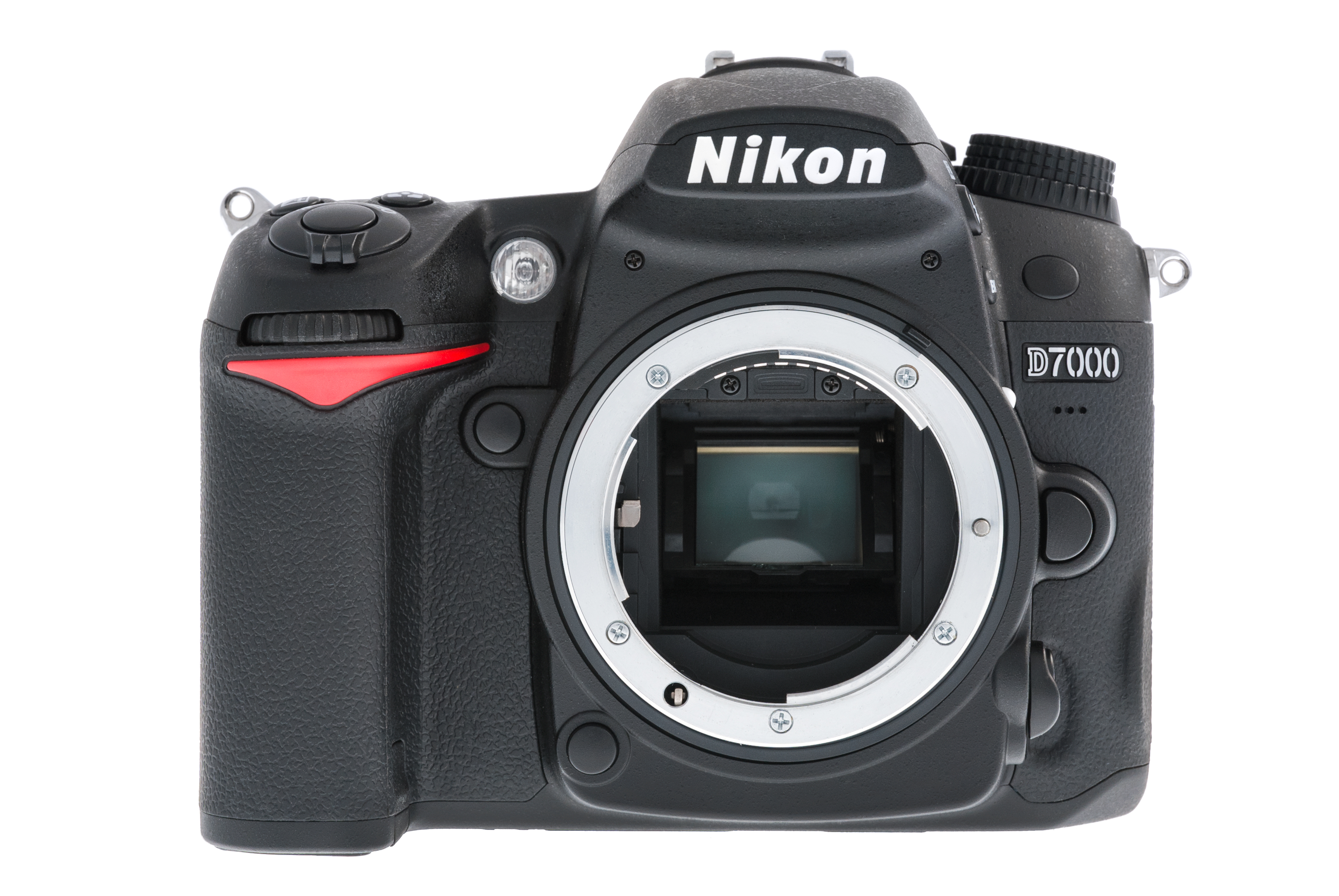
Abierta mostrando la Montura Nikon F
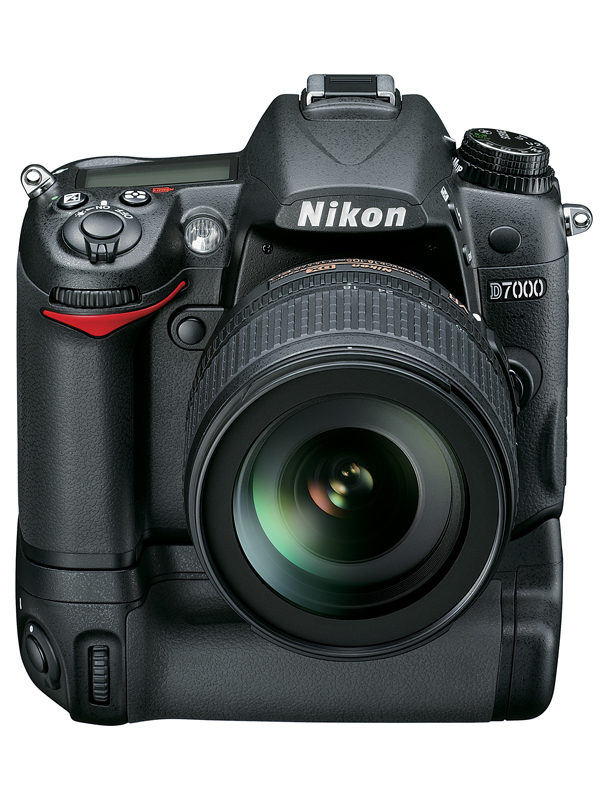
Con objetivo mostrando la empuñadura MB-D11